# جونل فیلینیو
جونل فیلینیو (انگلیسی: Jonelle Filigno؛ زادهٔ ۲۴ سپتامبر ۱۹۹۰) بازیکن فوتبال اهل کانادا در پست هافبک و مهاجم است. از باشگاه‌هایی که در آن بازی کرده می‌توان به اسکای بلو اف‌سی اشاره کرد.
او در تیم ملی فوتبال زنان کانادا نیز بازی کرده و به همراه این تیم برندهٔ مدال برنز المپیک ۲۰۱۲ لندن شده‌است.